# Park Tae-hwan
Park Tae-hwan (en hangul:박태환, en hanja:朴泰桓}}; ,n. 27 de septiembre de 1989) es un nadador surcoreano, campeón olímpico y mundial que representa a Corea del Sur.

## Carrera
Cuenta en su haber con cuatro medallas olímpicas, dos títulos mundiales y 20 medallas de los Juegos Asiáticos. Ganó una medalla de oro en los 400 metros estilo libre y una de plata en los 200 metros estilo libre en los Juegos Olímpicos de Verano de 2008. 
También ganó dos medallas de plata en los Juegos Olímpicos de Verano 2012 en 200 y 400 metros estilo libre. 
Es el primer nadador de Asia en obtener una medalla de oro en 400 m estilo libre masculino, y el primer coreano en ganar una medalla olímpica en natación. 
Conocido por su impresionante variedad y versatilidad, ya que es capaz de competir a nivel internacional en 100 m, 200 m, 400 m y 1.500m. 
Es el primer nadador en llegar a los 49 segundos en los 100 metros libre y menos de 15 minutos en 1.500 metros. 
Se mantuvo como la única persona que tiene tal variedad impresionante hasta que Sun Yang se unió al club en 2013.

## Filmografía

### Apariciones en programas de variedades
| Año         | Título                                        | Canal | Notas                    |
| ----------- | --------------------------------------------- | ----- | ------------------------ |
| 2012        | Running Man                                   | SBS   | episodios - 109-110      |
| 2018 - 2019 | Law of the Jungle in Northern Mariana Islands | SBS   | miembro - (ep. #344-348) |
| 2021        | Law of the Jungle                             | SBS   | miembro - (ep. #446-)    |